# Marvelous Nakamba
Marvelous Nakamba (ur. 19 stycznia 1994 w Hwange) – zimbabwejski piłkarz grający na pozycji pomocnika w angielskim klubie Luton Town oraz reprezentacji Zimbabwe.

## Kariera piłkarska
Swoją karierę piłkarską Nakamba rozpoczął w klubie Bantu Rovers. W 2011 roku zadebiutował w nim w Division One. W 2012 roku wyjechał do Francji, do klubu AS Nancy. Grał głównie w rezerwach tego klubu, ale 9 maja 2014 zadebiutował w pierwszym zespole w Ligue 1 w wygranym 3:1 domowym meczu z Angers SCO. W Nancy grał do lata 2014 roku.
Latem 2014 roku Nakamba przeszedł do Vitesse. W Eredivisie swój debiut zaliczył 27 września 2014 w zwycięskim 6:2 wyjazdowym meczu z FC Dordrecht. W sezonie 2015/2016 stał się podstawowym zawodnikiem Vitesse.
W 2017 roku Nakamba został zawodnikiem belgijskiego Club Brugge. Zadebiutował w nim 29 lipca 2017 w wygranym 4:0 wyjazdowym meczu z KSC Lokeren.
W sierpniu 2019 podpisał kontrakt z angielskim klubem Aston Villa F.C.. W styczniu 2023 został wypożyczony do Luton Town F.C..
20 lipca 2023 Luton Town postanowiło wykupić Nakambę i podpisał on kontrakt z klubem obowiązujący do 30 czerwca 2026.
| Sezon   | Klub         | Kraj     | Rozgrywki     | Mecze | Gole |
| ------- | ------------ | -------- | ------------- | ----- | ---- |
| 2011    | Bantu Rovers | Zimbabwe | Division One  | ?     | ?    |
| 2012    | Bantu Rovers | Zimbabwe | Division One  | ?     | ?    |
| 2012/13 | AS Nancy B   | Francja  | CFA 2         | 12    | 0    |
| 2013/14 | AS Nancy     | Francja  | Ligue 2       | 2     | 0    |
| 2013/14 | AS Nancy B   | Francja  | CFA 2         | 10    | 1    |
| 2014/15 | Vitesse      | Holandia | Eredivisie    | 6     | 0    |
| 2015/16 | Vitesse      | Holandia | Eredivisie    | 30    | 1    |
| 2016/17 | Vitesse      | Holandia | Eredivisie    | 31    | 1    |
| 2017/18 | Club Brugge  | Belgia   | Eerste klasse | 35    | 0    |
| 2018/19 | Club Brugge  | Belgia   | Eerste klasse | 41    | 0    |

## Kariera reprezentacyjna
W reprezentacji Zimbabwe Nakamba zadebiutował 13 czerwca 2016 roku w wygranym 2:1 meczu kwalifikacji do Pucharu Narodów Afryki z Malawi. Zimbabwe wywalczyło awans na turniej o mistrzostwo Afryki, a Nakamba został na niego powołany.